# Paul Sescau
Paul Sescau, né à Paris le 18 novembre 1858 et mort dans la même ville le 1er mai 1926, est un photographe français, ami d'Henri de Toulouse-Lautrec.

## Biographie
Fils d'une famille de la bourgeoisie parisienne banquière et commerçante, Paul Sescau voit son avenir s'obscurcir quand ses parents font faillite vers 1880. Il doit alors renoncer à un statut privilégié et travailler comme employé de commerce. Passionné de photographie, il opte pour en faire son métier et ouvre un atelier en 1893 au no 53 rue Rodier à Paris.
En 1896, il se déplace au no 9 place Pigalle dans l'immeuble qui abrite le café d'artistes La Nouvelle Athènes, fréquenté par Henri de Toulouse-Lautrec. Il exerce son art de portraitiste et publie aussi des photographies dans une forme de roman-photo de l'époque,. 
Profitant de son installation au plus près de nombreux artistes, il devient rapidement un spécialiste de la reproduction photographique de tableaux. Il innove aussi du point de vue technique, il invente la « sescaugraphie », procédé de reproduction, et en 1900 fait breveter un procédé, l'« électro-émail ».
Il est aussi doué pour la musique et excelle au banjo, ceci ajouté à sa réputation de coureur de jupons et de gai-luron aimant les déguisements, Sescau est alors une figure pittoresque de Montmartre. Il tombe dans un certain oubli après la mort de Toulouse-Lautrec, l'arrivée de la Première Guerre mondiale et la fin de la Belle Époque. Il meurt en 1926 et ses archives photographiques disparaissent, seul un album de 35 photographies est versé à la Bibliothèque nationale de France

## Paul Sescau et Toulouse-Lautrec
C'est sans doute en fréquentant le café La Nouvelle Athènes et par l'intermédiaire de Maurice Guibert, photographe amateur et ami de Lautrec, que Sescau rencontre le peintre. Il réalise pour lui des photographies de ses tableaux pour les présenter à des galeristes comme l'atteste une correspondance, et entretient avec son client des relations très amicales. Toulouse-Lautrec aurait utilisé l'atelier de Sescau pour des rendez-vous galant et pour y dormir certains soirs trop arrosés en commun[réf. nécessaire]. Comme Sescau, Lautrec se fait photographier déguisé par Maurice Guibert ou François Gauzi, les quatre compères utilisent la photographie d'une façon humoristique. Plus sérieusement, on découvre aussi des photographies de Sescau ayant servi de modèle pour la composition d'œuvres de Lautrec, comme celui-ci le faisait aussi avec les clichés de Maurice Guibert.

## Publications
- Pierre Guédy, Amoureuse trinité, coll. « Excelsior », Paris, Éditions Nilsson, 1897, contenant 110 photographies de Paul Sescau.
- Gyp, Totote, coll. « Excelsior », Paris, Éditions Nilsson, 1897.

Ces deux publications sont dans les toutes premières de la Collection Excelsior qui perdurera jusque vers 1906.
- Edmond Lepelletier et Clément Rochel, Les amours de Don Juan, coll. « Excelsior », Paris, Éditions Nilsson, 1898.

## Galerie

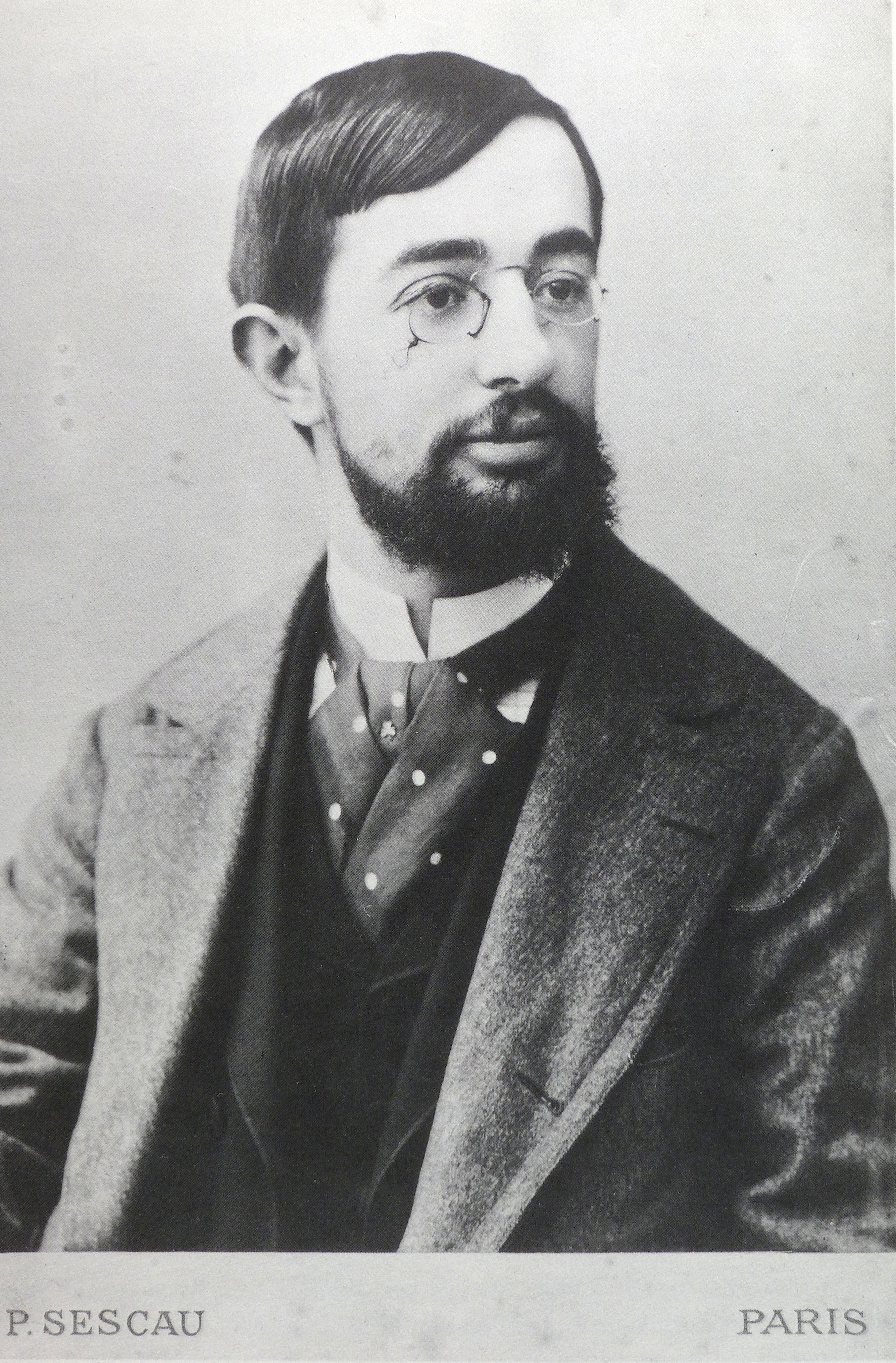
Paul Sescau, Portrait d'Henri de Toulouse-Lautrec (vers 1891).
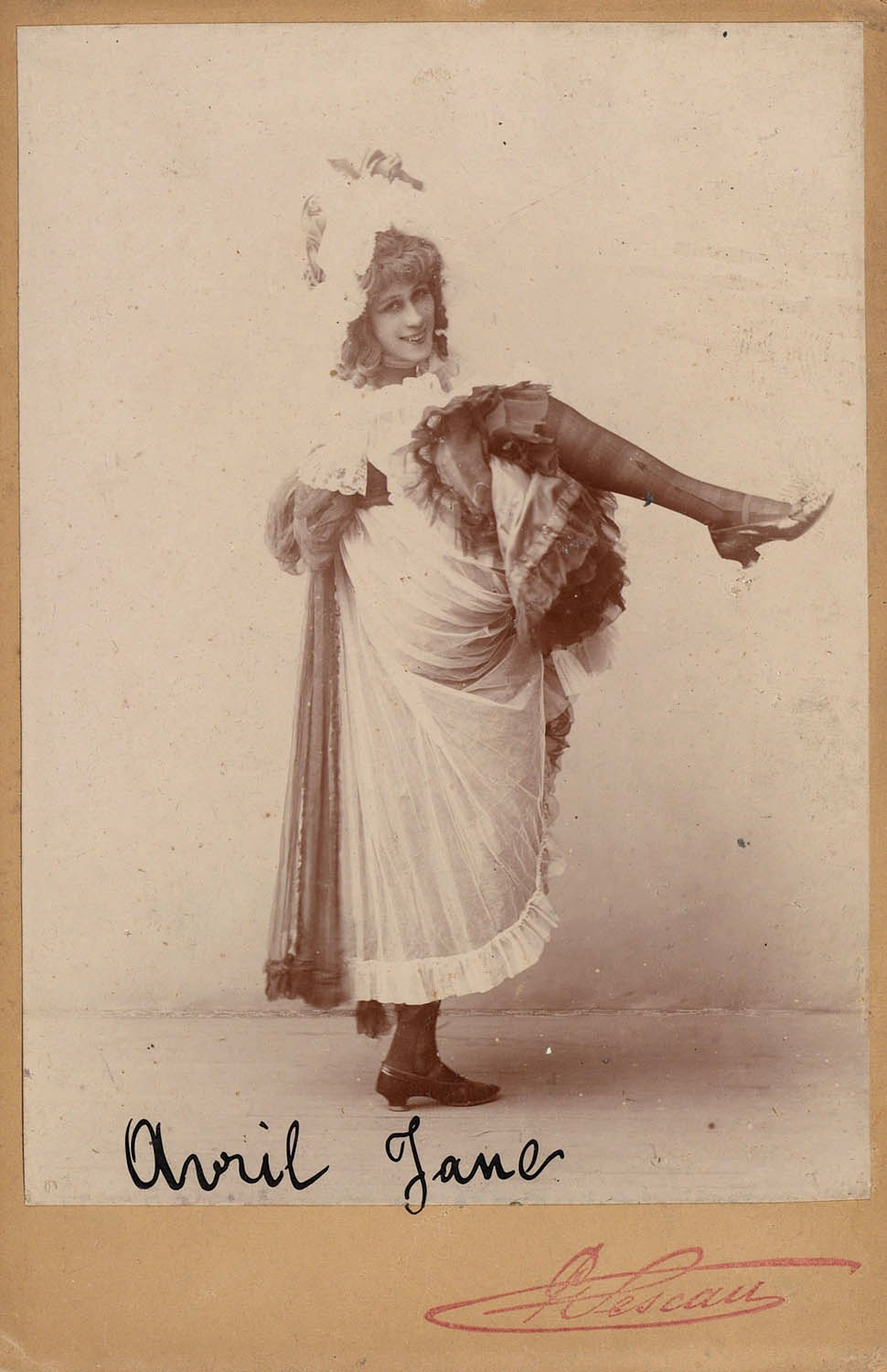
Paul Sescau,  Portrait de Jane Avril (vers 1899).
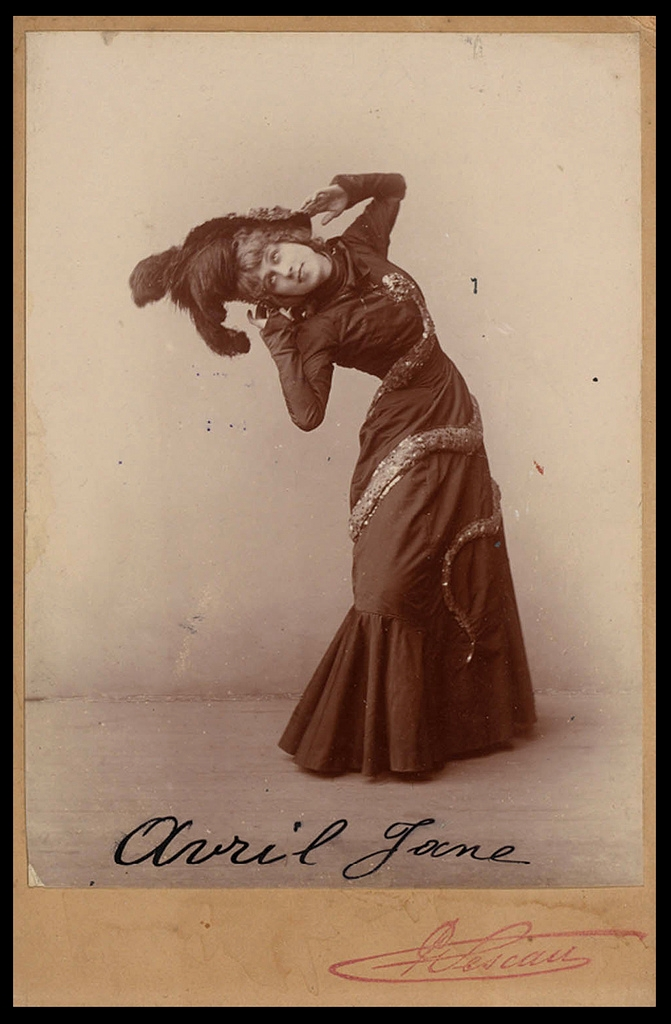
Paul Sescau,  Portrait de Jane Avril (vers 1899).
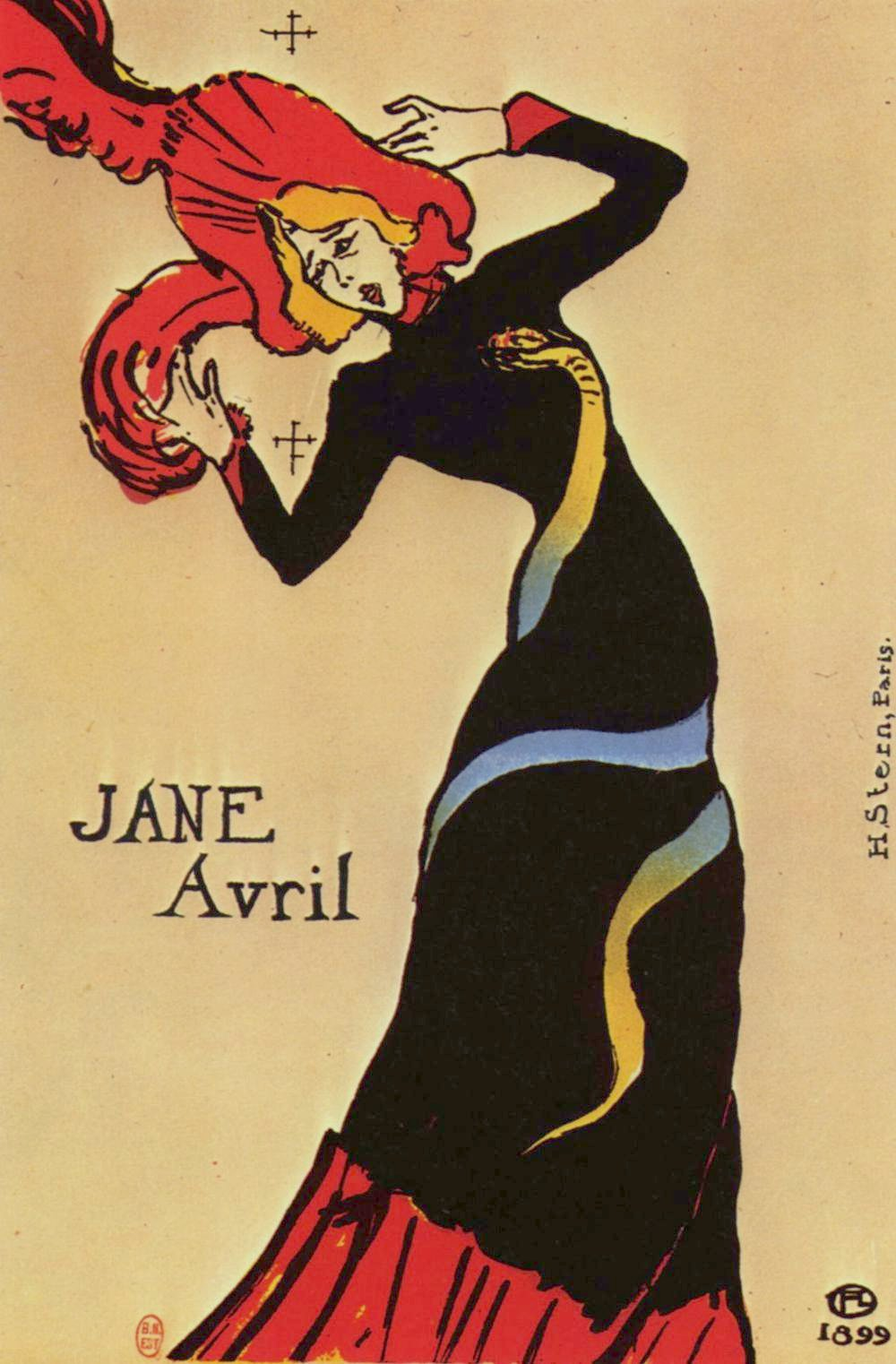
Henri de Toulouse-Lautrec, Jane Avril (affiche, 1899), lithographie d'après la photographie précédente de Paul Sescau.
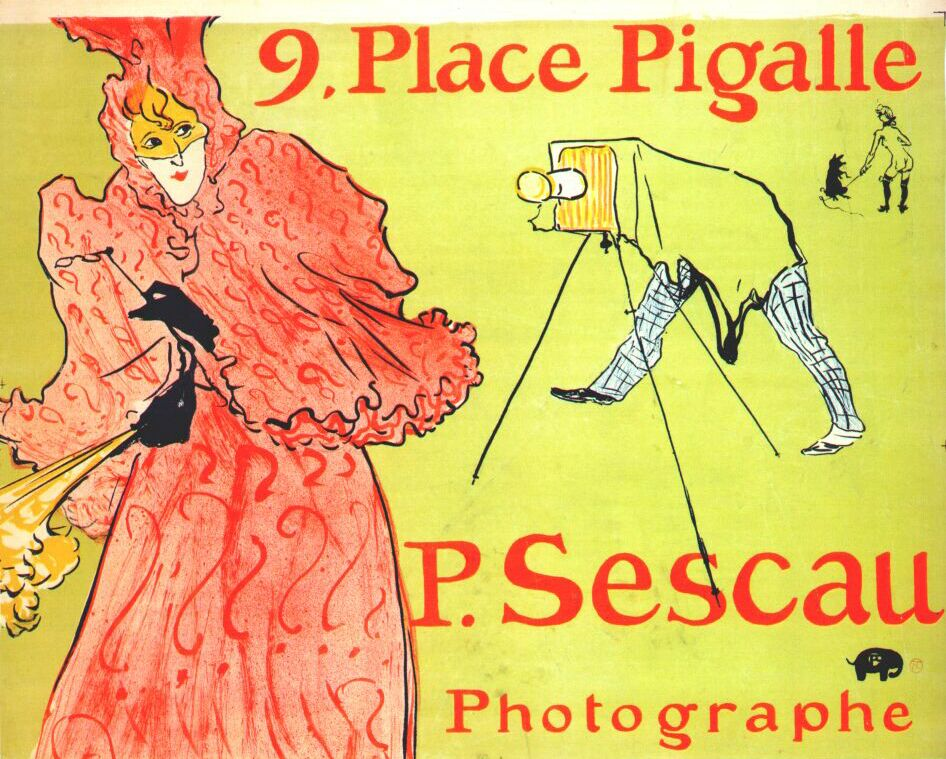
Henri de Toulouse-Lautrec, Affiche publicitaire pour l'atelier de Paul Sescau (1896).